# مآثر الملوک
مآثر الملوک (هنرهای شاهان) یکی از کتاب‌های تاریخ‌نگار ایرانی غیاث‌الدین خواندمیر است که در سال ۹۰۱ قمری نوشته شده است. موضوع این کناب، بناها، موسسات، اوقاف و سخنان پندآمیز پادشاهان و دانایان است.
زبان کتاب فارسی است و نثر آن روان است. خواندمیر از پرورش‌یافتگان امیر علی‌شیر نوایی بوده و برای جبران محبت‌ها و نوازش‌های او، این کتاب را به وی تقدیم کرده‌است.
مطالب مآثر الملوک با ذکر آثار و سخنان شاهان ایران باستان و دانشوران ایرانی پیش از اسلام آغاز شده و سپس به موضوعات اسلامی  تا زمان سامانیان و تا ابوالغازی سلطان حسین بهادرخان می‌پردازد.

## از متن کتاب
این کتاب در ذکر مآثر و حکم و امثال انبیاء ملوک و دانشمندان است. از آنجا که خواندمیر از برکشیدگان و تربیت شدگان وزیر دانشمند امیر علی‌شیر نوایی بوده برای جبران محبت‌ها و نوازش‌های او این کتاب را به وی تقدیم نموده. اولین کتاب خواند میر خلاصة الاخبار ذکر شده در حالی که دانشمند محترم جناب آقای دکتر عبدالحسین نوائی احتمال داده‌اند که نخستین تألیف وی همین مآثرالملوک است. در خود کتاب، مؤلف دو بار به صراحت به تاریخ تألیف آن اشاره می‌کند به این ترتیب: ’’ و حالا که مشهور سنهٔ احدی و تسع مائه است‘‘ و ’’ بلکه از مبدأ تباشیر صبح سلطنت تا حالا که مدت بیست و هشت سال است‘‘. و چون سلطان حسین بایقرا در سال ۸۷۸ به سلطنت رسیده بنا بر این مآثر الملوک دو بار در حبیب السیر نام می‌برد بدین گونه: ’’ ناظم این عقود شاهوار و راقم این حروف درز نثار، بندهٔ فقیر و ذرۂ حقیر غیاث الدین بن همام الدین الحسینی المدعو به خواند میر ـ رب یسر علیه کل عسیرـ که خوشه چین خرمن آن طبقهٔ عظیم‌الشان و ریزه‌خوار خان احسان آن طایفهٔ متعالی مکان است، بر سبیل رسم و عادت در شیوۂ نظم و نثر، مجلدات در سلک انشاء کشید و منشآت، مکمل و مرتب گردانید مانند خلاصة الاخبار الاخیار، و منتخب تاریخ وصاف، و مکارم الاخلاق، و ماثر الملوک‘‘. و پوشیده نماند که چون وفور میمنت و کثرت زیب و زینت مسجد جامع هرات و سایر عمارات این بلدۂ نزهت آسمان در رسالهٔ مآثر الملوک و خاتمهٔ خلاصة الاخبار صفت تبیین پذیرفته دی این مقام، قلم بلاغت انجام به تعداد و توصیف آن بقاع نپرداخت.